# .nato
.nato a fost un domeniu de Internet de nivel superior. NATO TLD a fost adăugat în anii '80 de NIC pentru a fi utilizat de NATO. Ulterior a fost adăugat .int TLD pentru a fi folosit de organizațiile internaționale, NATO adoptând nato.int. Chiar dacă domeniul nu este folosit din iulie 1996, nici în prezent nu este șters.